# برت فنویک
برت فنویک (انگلیسی: Bert Fenwick; October qtr. 1900 – ۱۹۶۱ (۶۰−۶۱ سال)) بازیکن فوتبال اهل بریتانیا بود.
از باشگاه‌هایی که در آن بازی کرده‌است می‌توان به باشگاه فوتبال ساوت‌همپتون اشاره کرد.